# Ernst-August von Laffert-Woldeck
Ernst-August von Laffert-Woldeck (* 4. September 1847 in Bückeburg; † 22. Oktober 1891 in Crivitz) war ein deutscher Verwaltungsjurist.

## Leben
Ernst-August von Laffert war Sohn des Mitherrn auf Gut Schwechow und Steuerdirektors in Celle Carl von Laffert (1811–1888) und seiner Ehefrau Klara, geb. von der Wense, Tochter des hannoverschen Drosten August von der Wense. Laffert studierte Rechtswissenschaften an den Universitäten Heidelberg und Göttingen. Er wurde Mitglied der Corps Suevia Heidelberg und Hannovera Göttingen. Am Deutsch-Französischen Krieg nahm er als preußischer Premierleutnant teil. 
Ernst-August von Laffert trat in den Verwaltungsdienst des Großherzogtums Mecklenburg-Schwerin ein und wurde Amtshauptmann in Grabow. 1888 erfolgte für seinen Vater eine königlich preußische Namenvereinigung mit dem der von Woldeck als „von Laffert-Woldeck“, geknüpft an den Besitz des Woldeckschen Geldfideikommisses.
Er war seit 1879 verheiratet mit Marie Luise von Flotow und hatte mit dieser zwei Söhne, von denen Ernst von Laffert-Woldeck (* 1883) 1914 in der Schlacht von Haelen als Oberleutnant und Regimentsadjudant des 2. Grossherzogl. Mecklenburgischen Dragoner-Regiments Nr. 18 fiel, und die Tochter Karoline Clara (gen. Carola; 1880–1962), die Porträtmalerin und Konventualin im Damenstift Medingen wurde. Porträts von ihrer Hand befinden sich im Freilichtmuseum Schwerin-Mueß.